# Stazione meteorologica di Città del Vaticano
La stazione meteorologica di Città del Vaticano è la stazione meteorologica di riferimento per Città del Vaticano installata nel marzo 2009.

## Coordinate geografiche

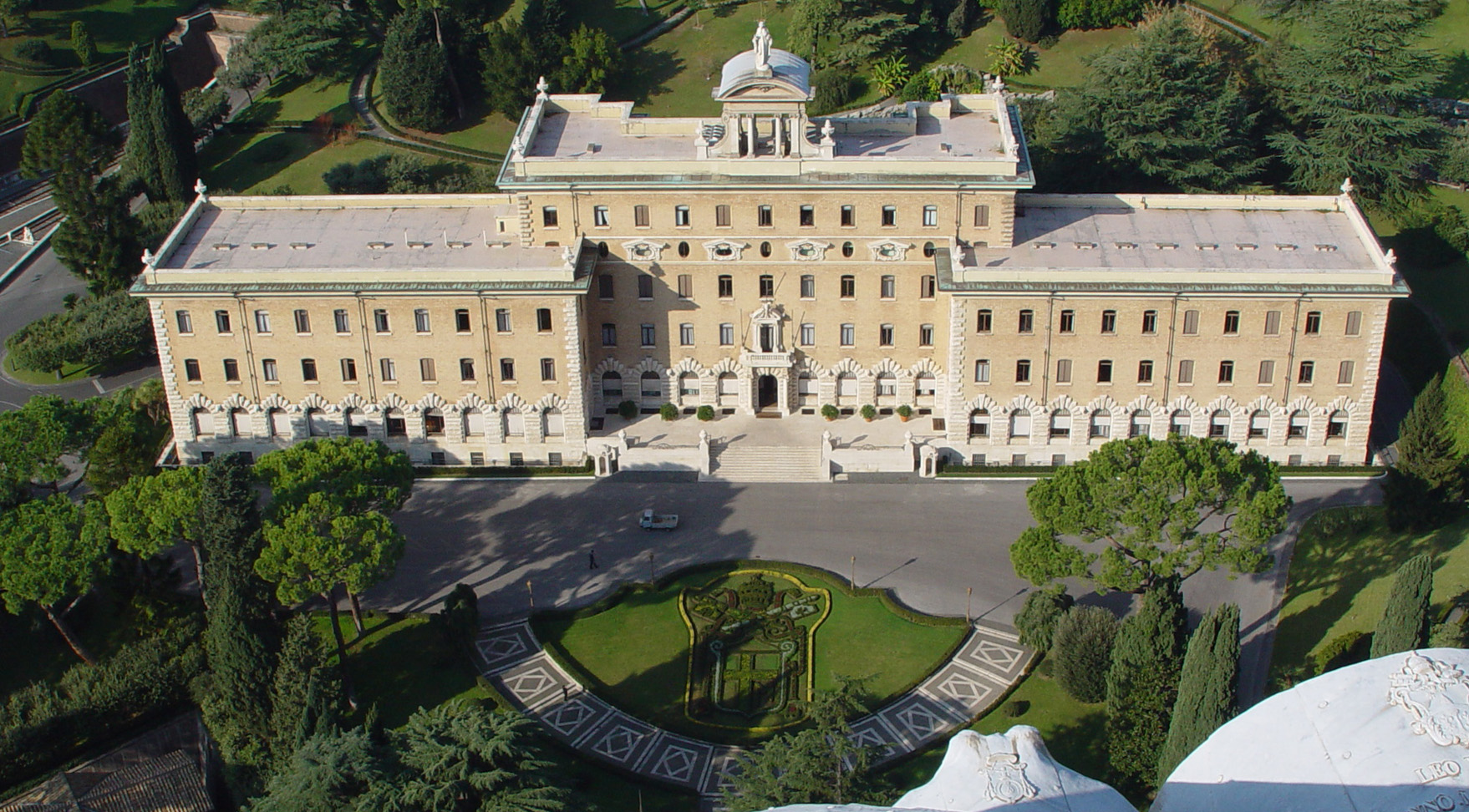
Il palazzo del Governatorato dello Stato della Città del Vaticano, sul tetto si trova la stazione meteo.

La stazione meteorologica è situata a Città del Vaticano, sul tetto del Governatorato dello Stato della Città del Vaticano, a 35 metri s.l.m..
Il sistema è basato su una stazione meteorologica Davis Vantage pro 2.